# مادبوي (ألبوم)
ماد بوي (بالإنجليزية: mudboy)‏ هو أول ألبوم استوديو لمغني الراب الأمريكي الشيخ وس. تم إصداره في 5 أكتوبر 2018، بواسطة إنترسكوب ريكوردز وغود ميوزك وتسجيلات الصبار جاك. ظهر الألبوم في المرتبة 17 على بليبورد 200 في الولايات المتحدة. كانت مدعومة بثلاث أغاني فردية: «لايف شيخ وس» و «مو بامبا» و «تشيبي تشيبي». بلغت أغنية «مو بامبا» ذروتها في المرتبة 6 على قائمة بليبورد هوت في الولايات المتحدة، وحققت نجاحًا كبيرًا، حيث انتشرت الأغنية في منتصف عام 2018، أي بعد عام تقريبًا من إطلاقها.

## الجوائز
| النشر | احتضان                   | رتبة | Ref.  |
| ----- | ------------------------ | ---- | ----- |
| مذراة | أفضل 50 ألبومًا لعام 2018 | 33   | [ 7 ] |

## قائمة التشغيل
اعتمادات مقتبسة من المد والجزر. 
| #   | عنوان          | المدة |
| --- | -------------- | ----- |
| 1.  | "مقيت العقل"   | 3:00  |
| 2.  | "لايف شيخ وس"  | 2:27  |
| 3.  | "ايميل"        | 3:36  |
| 4.  | "مطلوب"        | 4:01  |
| 5.  | "تشيبي تشيبي"  | 3:49  |
| 6.  | "لم نخسر ابدا" | 4:20  |
| 7.  | "ويسبن"        | 4:33  |
| 8.  | "كيري"         | 2:47  |
| 9.  | "مو بامبا"     | 3:03  |
| 10. | "حرق بطيء"     | 3:12  |

ملاحظات
- تم إصدار «لايف شيخ وس» في الأصل باسم «يعيش شيخ وس يموت شيخ وس».

## شؤون الموظفين
- أنتوني كيلوفر - المزج وإتقان (المسارات 1-8، 10-14)
- ما في أي - الخلط (المسار 9)
- خذ رحلة نهارية - تسجيل وإتقان (المسار 9)